# Depressió de Bodele
La Depressió del Bodele o Depressió del Bodélé es troba al límit sud del desert del Sàhara i és el punt és baix del Txad. Ocupa una superfície d'uns 35.000 km². Les tempestes de pols des de la Depressió de Bodélé ocorren una mitjana de 100 dies l'any (Washington et al., 2005), un exemple típic va ser la gran tempesta de pols que va arribar fins a les Illes de Cap Verd el febrer de l'any 2004. El vent que bufa entre les Muntanyes Tibesti i l'altiplà Ennedi al nord del Txad es canalitza a través d'aquesta depressió geològica. La conca seca que forma la depressió està marcada per una sèrie de llacs efímers, molt dels quals van ser plens d'aigua durant els períodes humits de l'Holocè.
Les diatomees d'aquests llacs, que abans formaven part del Gran Llac Txad, ara formen part de la superfície de la depressió i són la font del material per a la pols.
La ciutat més gran associada amb la font de la pols de Bodele és Faya-Largeau (17° 55′ 00″ N, 19° 7′ 00″ E / 17.91667°N,19.11667°E), situada la nord de la depressió.